# 李光前自然历史博物馆
李光前自然历史博物馆（英語：Lee Kong Chian Natural History Museum）是新加坡最大的自然史博物馆，位于新加坡国立大学校园内。

## 历史
前身是建于1889年的莱佛士博物馆，之后新加坡政府将藏品移交给新加坡国立大学，2015年4月建成开放，以新加坡慈善家李光前名字命名。该博物馆目前拥有超过56万件编目藏品以及超过100万件标本。